# Richard Barbrook

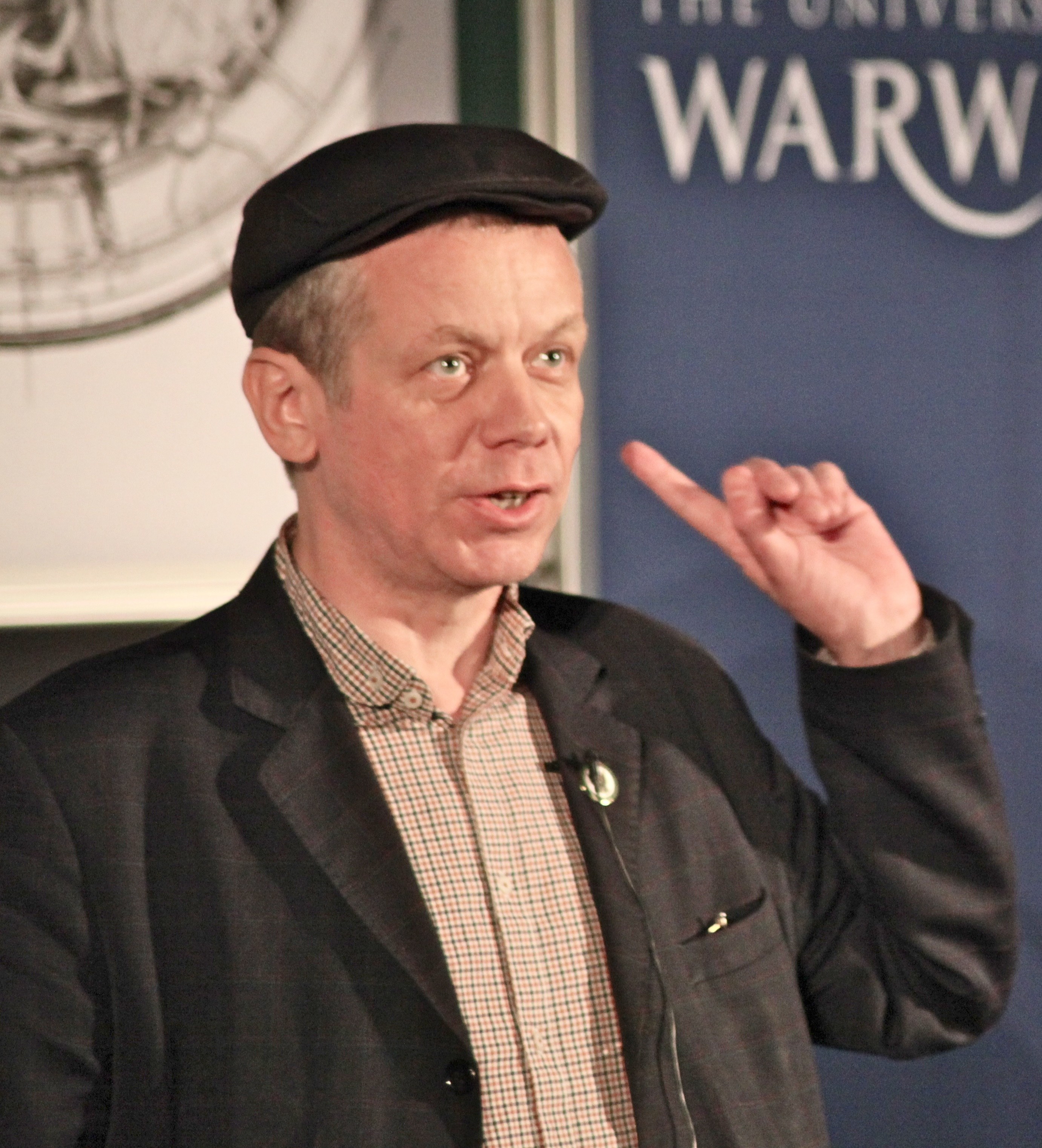
Richard Barbrook (2011)

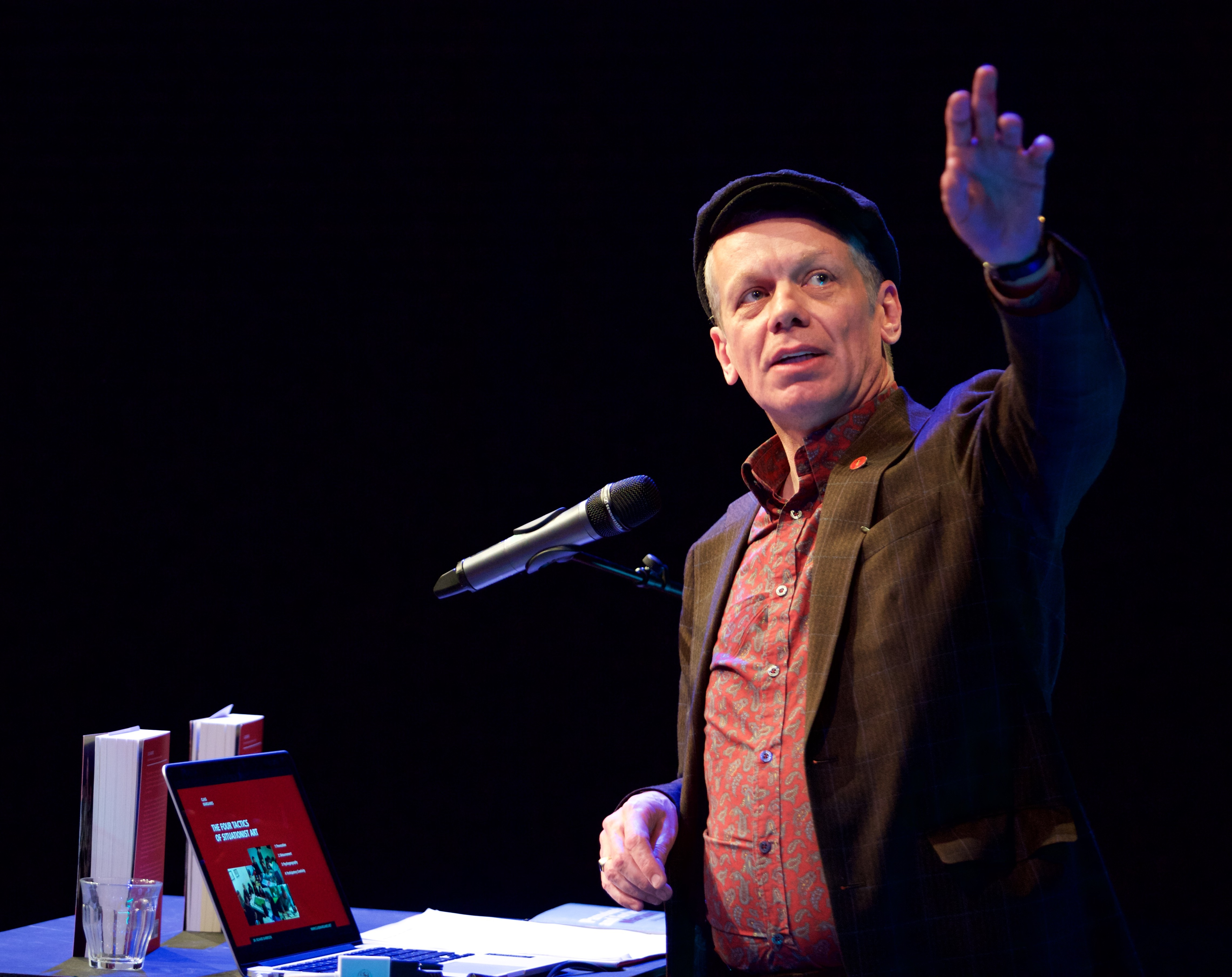
Barbrook (2015)

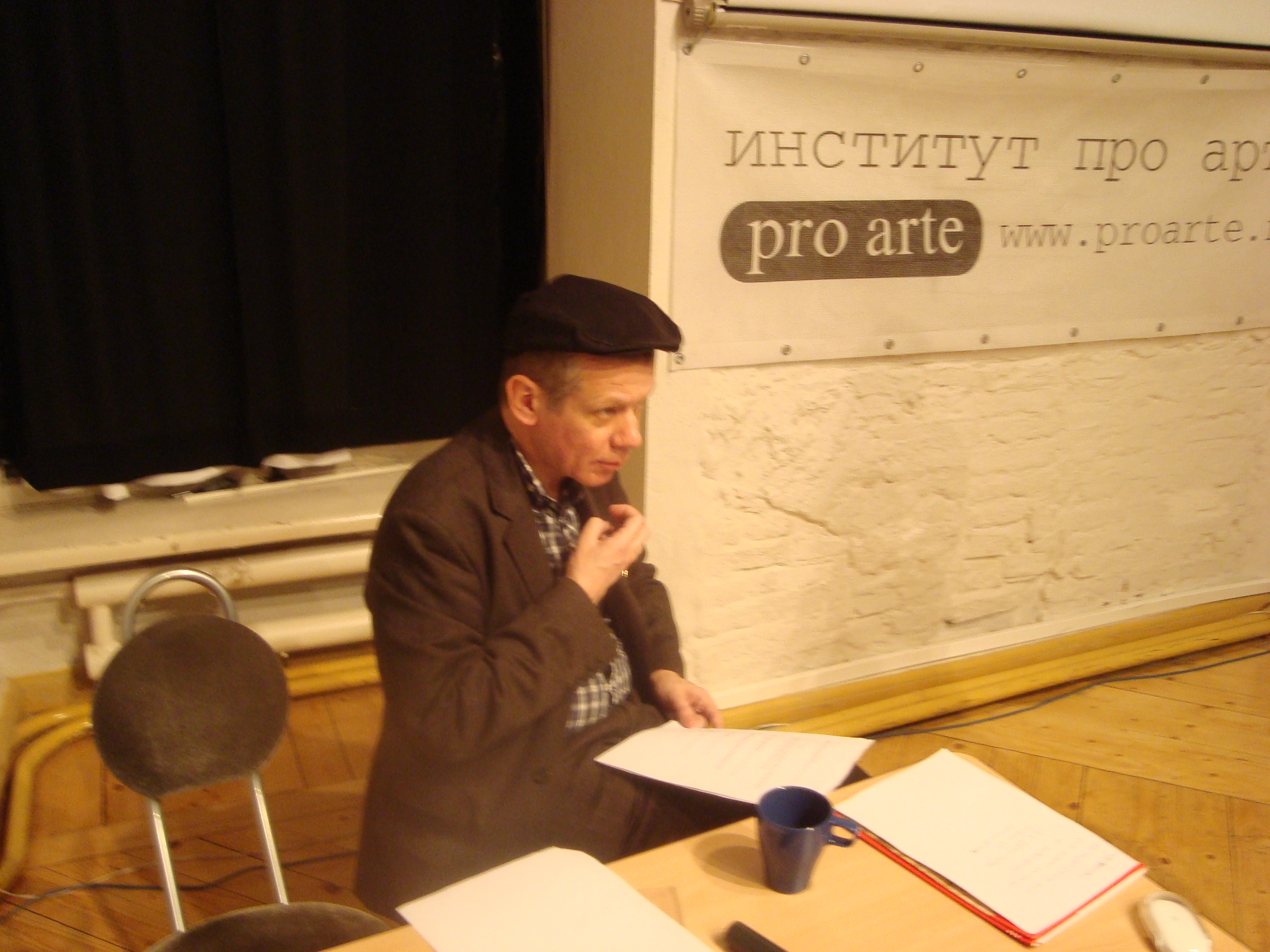
Barbrook bei einem Vortrag bei Pro Arte, Sankt Petersburg, Russland, November 2008

Richard Barbrook (* 1956 in Nottingham) ist ein britischer Akademiker an der School of Social Sciences, Humanities and Languages der University of Westminster.

## Biographie und Bildung
Richard Barbrook wuchs in Canterbury auf, wo sein Vater an der University of Kent US-Politik lehrte.
Barbrook wurde am Downing College, Cambridge, an der University of Essex und der University of Kent ausgebildet. In den frühen 1980er Jahren war er in Piraten- und Community-Radiosendungen involviert. Er half beim Aufbau von Spectrum Radio, einem mehrsprachigen Sender in London, und veröffentlichte ausführlich zu Radiothemen. 1980 trat Barbrook der Labour Party bei und schloss sich der Labour Briefing, dem linken Flügel der Partei, an.

## Karriere
Ende der 1980er- und Anfang der 1990er-Jahre arbeitete Barbrook für ein Forschungsinstitut an der University of Westminster zur Medienregulierung in der EU. Einige dieser Forschungsergebnisse wurden in Media Freedom: The Contradictions of Communications in the Age of Modernity (Pluto Press, London 1995) veröffentlicht. Zwischen 1995 und 2005 war Barbrook Koordinator des Hypermedia Research Center an der Westminster Media School und Studiengangsleiter des MA in Hypermedia Studies. 1997 war er einer der Gründer von cybersalon.org und ist heute einer der Direktoren des Cybersalon Trusts. Derzeit ist Richard Barbrook Akademiker an der School of Social Sciences, Humanities and Languages der University of Westminster.
In Zusammenarbeit mit Andy Cameron verfasste er den Essay The Californian Ideology, eine wegweisende Kritik der neoliberalen Politik des Magazins Wired. Zu Barbrooks anderen wichtigen Schriften über das Netz gehören The Hi-Tech Gift Economy, Cyber-communism, The Regulation of Liberty und The Class of the New.
2007 wechselte Barbrook an die Social Sciences School der University of Westminster und veröffentlichte seine Studie zur politischen und ideologischen Rolle der Prophezeiungen der künstlichen Intelligenz und der Informationsgesellschaft Imaginary Futures.
Die Media Ecology Association wählte Imaginary Futures als Gewinner der Marshall-McLuhan-Auszeichnung für das herausragendste Buch des Jahres 2008 im Bereich Medienökologie. Barbrook ist ein Gründungsmitglied von Class Wargames und schrieb das Drehbuch zu Ilze Blacks Film Class Wargames Presents Guy Debord’s The Game of War mit.
Während der 2016 Labour leadership election schrieb er Jeremy Corbyns Digital Democracy Manifesto. Im Mai 2017 half er bei der Entwicklung des viralen Videospiels CorbynRun zur Britischen Unterhauswahl 2017. Im November 2017 begann Barbrook, mit der Labour Party an digitaler Demokratie und Spielen zu arbeiten. Seine Arbeit konzentriert sich auf die Vorbereitung der Labour-Regierung durch Krisenplanung und Rollenspiele von Zukunftsszenarien, die nach einem möglichen Wahlsieg der Labour Party eintreten könnten.

## Ausgewählte Werke
- Richard Barbrook: The Internet Revolution: from dot-com capitalism to cybernetic communism. Network Notebooks, Amsterdam 2015, ISBN 978-94-92302-01-4 (englisch, networkcultures.org [PDF]).
- Richard Barbrook: Class Wargames: ludic subversion against spectacular capitalism. Minor Compositions, Wivenhoe / New York / Port Hudson 2014, ISBN 978-1-57027-293-6 (englisch, classwargames.net [PDF]).
- Richard Barbrook: Imaginary Futures: from thinking machines to the global village. Pluto Press, London 2007, ISBN 978-0-7453-2660-3 (englisch, imaginaryfutures.net).
- Richard Barbrook: The Class of the New. OpenMute, London 2006, ISBN 0-9550664-7-6 (englisch, imaginaryfutures.net [PDF]).
- Richard Barbrook: Cyber-Communism: How The Americans Are Superseding Capitalism In Cyberspace. In: Science as Culture. Band 9, Nr. 1, 2000 [1999], S. 5–40.
- Richard Barbrook: Global Algorithm 1.5: Hypermedia Freedom. In: Ctheory. Band 19, Nr. 1–2, 15 May 1996.
- Richard Barbrook: Media Freedom: The Contradictions of Communications in the Age of Modernity. Pluto Press, London 1995, ISBN 978-0-7453-0943-9 (englisch).
- Richard Barbrook, Andy Cameron: The Californian Ideology. In: Science as Culture. Band 26, 1996 [1995], S. 44–72.